# Geotrechus picanyoli
Geotrechus picanyoli is een keversoort uit de familie van de loopkevers (Carabidae). De wetenschappelijke naam van de soort is voor het eerst geldig gepubliceerd in 1983 door Espanol et Escala.